# Henri Thellin
Henri Thellin (Duisburg, 27 agosto 1931 – Saint-Barthélemy, 16 settembre 2006) è stato un calciatore belga, di ruolo difensore.

## Palmarès

### Club

#### Competizioni nazionali
- Campionato belga: 9

Standard Liegi: 1957-1958, 1960-1961, 1962-1963
- Coppa del Belgio: 1

Standard Liegi: 1953-1954